# Burg Steinach (Bad Bocklet)
Die Burg Steinach, auch Altes Schloss genannt, ist die Ruine einer mittelalterlichen Burg in Steinach (Am Rathaus 1), einem Ortsteil der Marktgemeinde Bad Bocklet im Landkreis Bad Kissingen in Bayern. Unweit liegt die Burgruine Steineck.
Die Burg wurde im 13. Jahrhundert von den Grafen zu Henneberg erbaut. Um 1637 wurde sie bei einem Brand zerstört. Von der ehemaligen Burganlage sind noch Mauerreste erhalten.